# Ugovor
Ugovor je pravni posao zaključen suglasnim očitovanjem volja dviju ili više osoba usmjerenim na proizvođenje pravom dopuštenih pravnih učinaka koji se sastoje u postanku, prestanku ili promjeni pravnih odnosa.
Ovisno o različitim pravnim odnosima, ali i subjektima koji ih sklapaju, ugovori se mogu, među ostalima, podijeliti na:
- međunarodnopravne
- upravnopravne
- obiteljskopravne
- građanskopravne

Ugovori se dijele još i na individualne (kad ih između sebe sklapaju pojedine fizičke ili pravne osobe) i kolektivne (kad ih sklapaju organizacije radnika s poslodavcima ili sl.).
Dijele se još i na imenovane (nominatne) i neimenovane (inominatne).